# 皎多枝佛塔 (曼德勒)
皎多枝佛塔（意为大大理石像寺），正式名称是摩诃释迦魔罗耆那佛塔（意为大释迦降魔），位于缅甸曼德勒，曼德勒山南侧山脚下，供奉有一尊8米高的大理石佛像。1853年由敏东王主持动工，期间受内乱影响，至1878年完工。
皎多枝佛塔的大理石佛像于1865年完成，为单手触地的降魔印姿态，由一整块大理岩雕成，开采于曼德勒以北19公里的萨金山，由1万多名工人耗费13日运抵曼德勒城。另有说法是，为运输原石，特开凿运河，故征召1万人来抬高河床。

## 图册

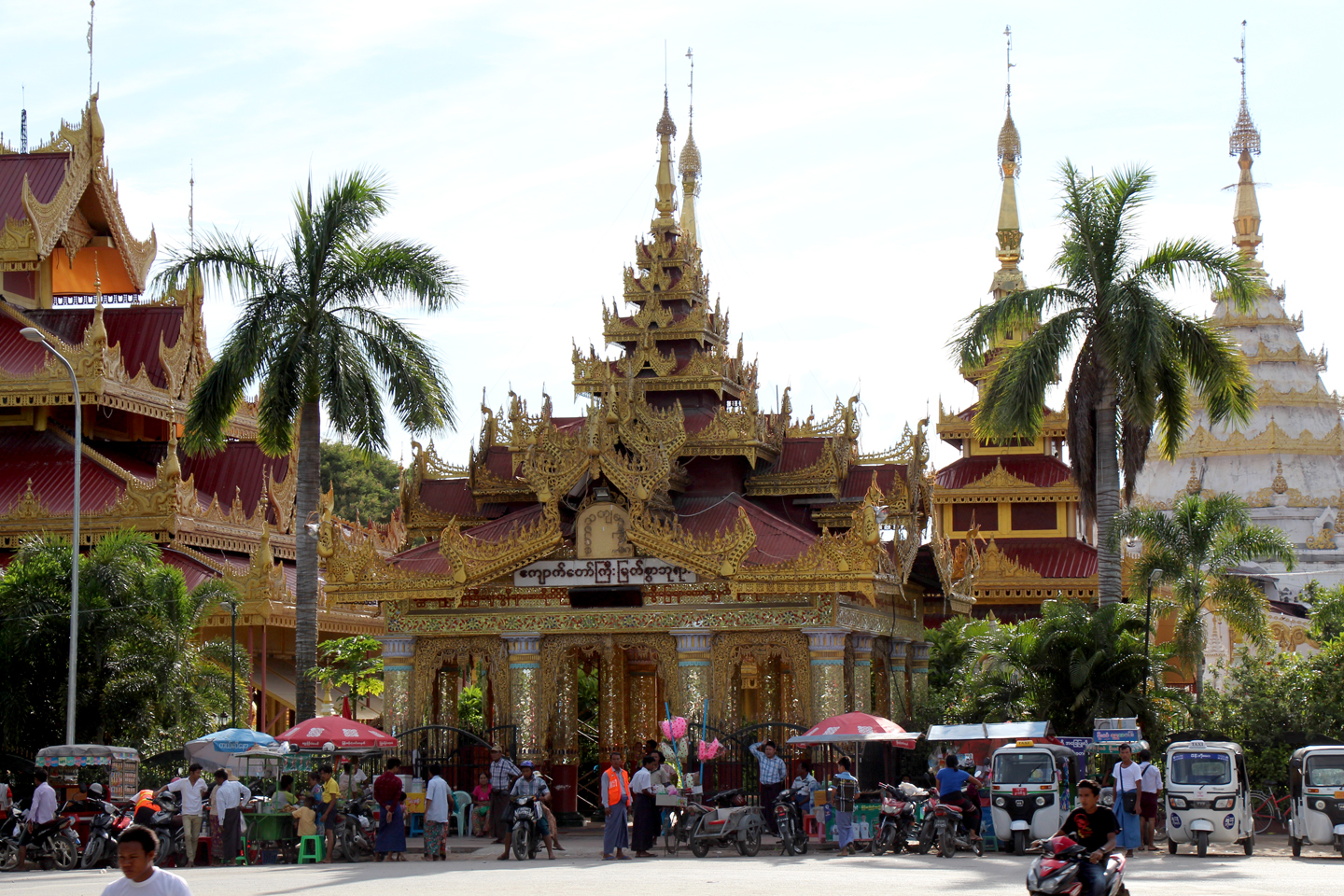
塔院东门
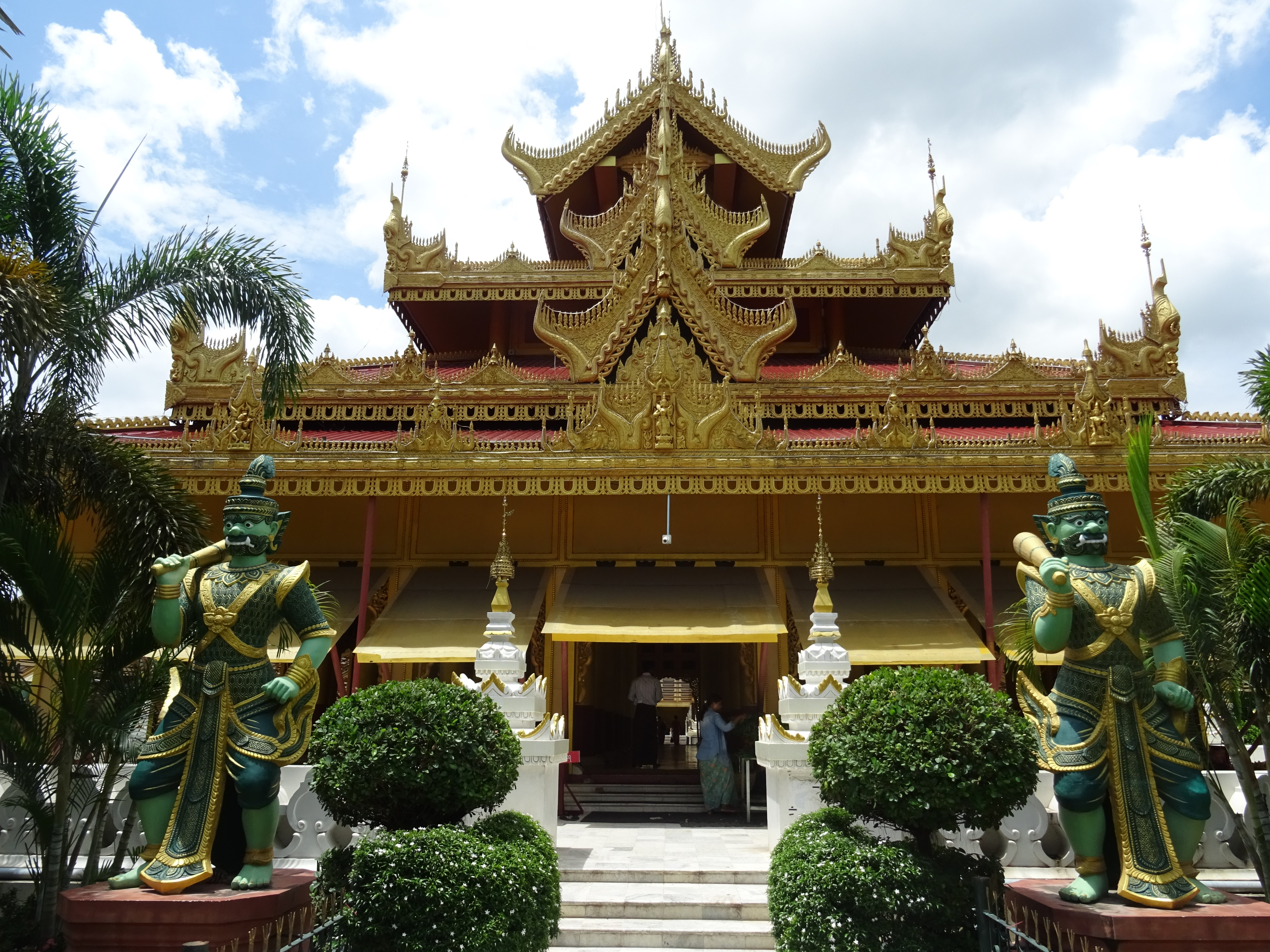
院内佛殿
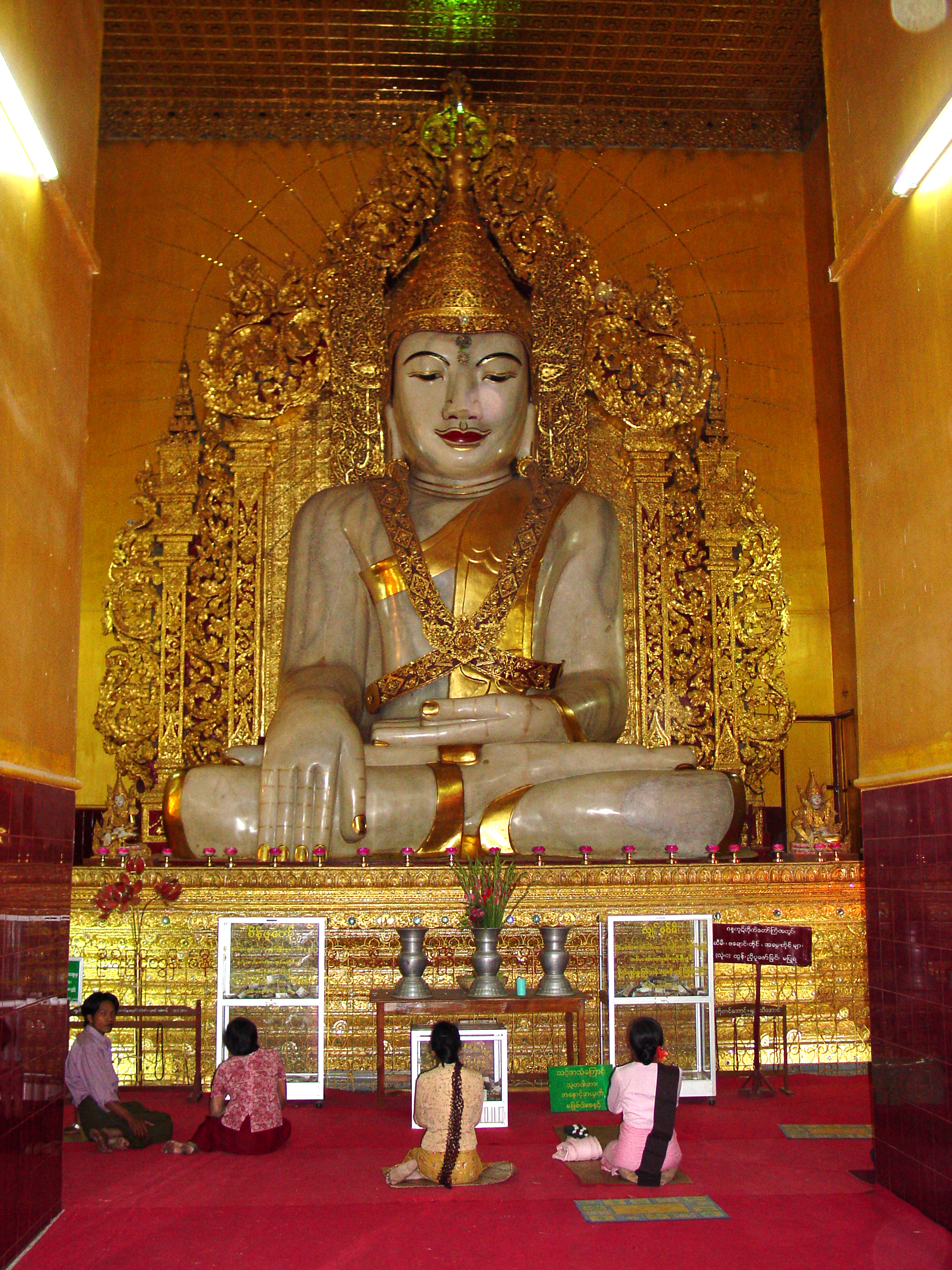
塔内大理石佛像
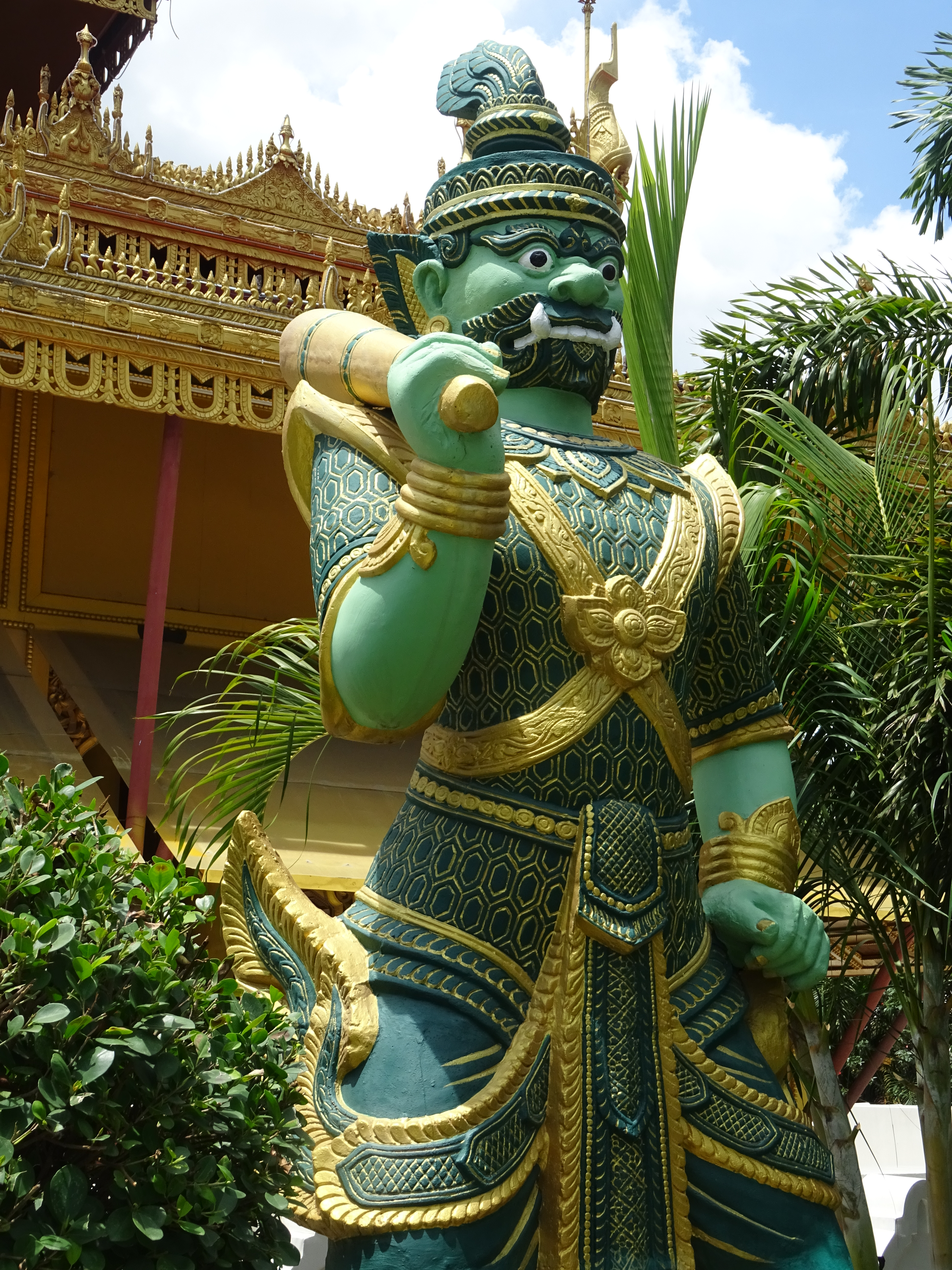
守门天
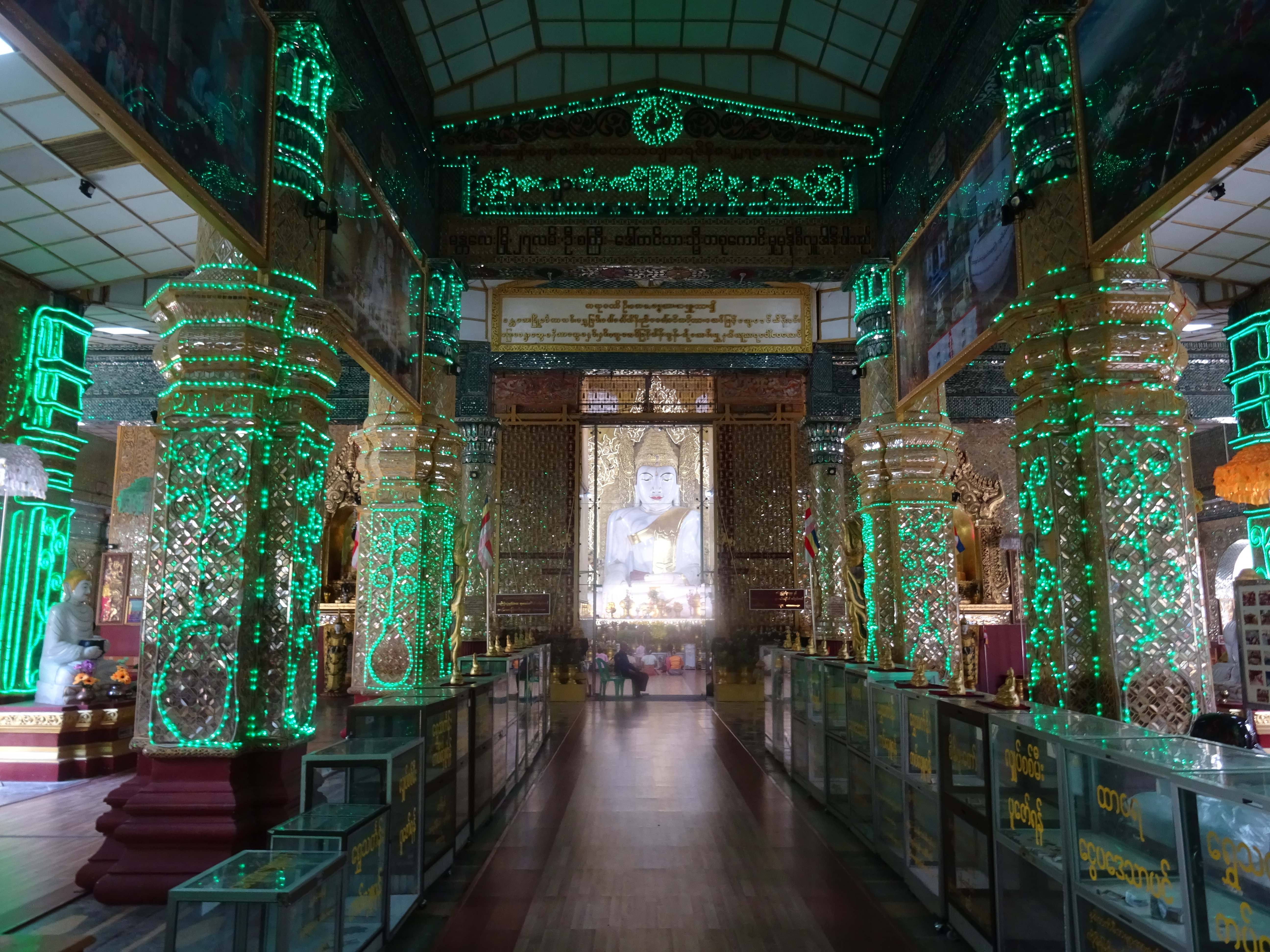
廊道，墙壁镶嵌琉璃片，并以LED灯带装饰